# Diego Giannantonio
Pas d'image ? Cliquez ici

a Compétitions nationales et continentales officielles uniquement.

b Matchs officiels uniquement.
Dernière mise à jour le 16 février 2024.
Diego Giannantonio, né le 3 janvier 1973 à Buenos Aires, est un joueur de rugby à XV, qui a joué avec l'équipe d'Argentine, évoluant aux postes d'arrière, de centre, ou d'ailier (1,85 m pour 90 kg).

## Carrière

### En équipe nationale
Diego Giannantonio fait ses débuts avec l'équipe d'Argentine, le 18 septembre 1996 contre l'équipe d'Uruguay.

## Palmarès

### En club
- Finaliste du Championnat de France en 2004 avec l'USA Perpignan.

### En équipe nationale
- 10 sélections en équipe d'Argentine
- 3 essais, 1 transformation, 7 pénalités (38 points)
- Sélections par année : 1 en 1996, 5 en 1997, 2 en 1998, 1 en 2000, 1 en 2002